# Stora Käringtjärnen
Stora Käringtjärnen är en sjö i Ludvika kommun i Dalarna och ingår i Göta älvs huvudavrinningsområde. Sjön har en area på 0,0883 kvadratkilometer och ligger 292,4 meter över havet. Vid provfiske har abborre och mört fångats i sjön.

## Delavrinningsområde
Stora Käringtjärnen ingår i det delavrinningsområde (666294-142967) som SMHI kallar för Utloppet av Gällingen. Medelhöjden är 320 meter över havet och ytan är 15,89 kvadratkilometer. Räknas de 4 avrinningsområdena uppströms in blir den ackumulerade arean 59,78 kvadratkilometer. Sikforsån som avvattnar avrinningsområdet har biflödesordning 3, vilket innebär att vattnet flödar genom totalt 3 vattendrag innan det når havet efter 398 kilometer. Avrinningsområdet består mestadels av skog (67 procent). Avrinningsområdet har 3,52 kvadratkilometer vattenytor vilket ger det en sjöprocent på 22,1 procent.